# Крутинка
Крути́нка — рабочий посёлок в Крутинском районе Омской области России.
Основан в 1760 году.
Население — 6647 (2023).

## География
Расположена на берегу озера Ик.
Крутинка расположена на западе Омской области, в пределах Ишимской равнины, являющейся частью Западно-Сибирской равнины, в северной лесостепи, на южном берегу озера Ик, на высоте 110 метров над уровнем моря. В окрестностях села распространены серые лесные осолоделые и солонцы луговые (гидроморфные). Почвообразующими породами являются глины и суглинки.
По автомобильным дорогам расстояние до областного центра города Омск составляет около 190 км, до границы с Тюменской областью — 63 км. Ближайший город Тюкалинск Омской области расположен в 51 к востоку от Крутинки, ближайшая железнодорожная станция Называевская расположена в 55 км к югу от посёлка в городе Называевск. Близ села проходит автомобильная дорога федерального значения Р402 (Тюмень — Омск).
Климат
Климат резко континентальный, с ярко выраженными климатическими сезонами, согласно классификации климатов Кёппена — влажный континентальный климат (Dfb). Среднегодовая температура положительная и составляет +0,6 °С. Многолетняя норма осадков — 412 мм. Наибольшее количество осадков выпадает в июле — 68 мм, наименьшее в марте и феврале — по 14 мм.
| Показатель                    | Янв.  | Фев.  | Март  | Апр. | Май  | Июнь | Июль | Авг. | Сен. | Окт. | Нояб. | Дек.  | Год  |
| ----------------------------- | ----- | ----- | ----- | ---- | ---- | ---- | ---- | ---- | ---- | ---- | ----- | ----- | ---- |
| Средний суточный максимум, °C | −13,7 | −12,4 | −4,2  | 7,2  | 17,0 | 22,7 | 24,6 | 21,0 | 15,4 | 5,1  | −4,9  | −10,6 | 5,6  |
| Средняя температура, °C       | −18,3 | −17,3 | −9,4  | 2,3  | 10,8 | 16,6 | 19,0 | 15,7 | 10,3 | 1,4  | −8,7  | −14,9 | 0,6  |
| Средний суточный минимум, °C  | −22,8 | −22,1 | −14,5 | −2,5 | 4,7  | 10,6 | 13,4 | 10,4 | 5,2  | −2,3 | −12,5 | −19,1 | −4,3 |
| Норма осадков, мм             | 20    | 14    | 14    | 24   | 35   | 57   | 68   | 59   | 39   | 34   | 27    | 21    | 412  |
| Источник: Климат: Крутинка    |       |       |       |      |      |      |      |      |      |      |       |       |      |

## История
В 1759 году были поставлены по тракту почтовые избушки и издан Указ сибирского губернатора о вызове охотников для переселения на Аббатскую дорогу. К лету 1760 года на берегу речки Крутой была основана деревня Крутинка. Заселяли её крестьяне из ближних Ялуторовского дистрикта и слободы Орлово Городище. Зимой здесь уже стояли крестьянские избы, где могли останавливаться проезжие. Численность жителей увеличивалась за счёт ссыльных и переселенцев из Черниговской, Полтавской и других губерний Российской Империи.
В 1782 году была создана Крутинская волость. Население занималось хлебопашеством, скотоводством, рыбной ловлей, охотой, извозом (гоньбой) по Сибирскому тракту. В конце 1860-х годов в селе Крутом Омского округа Тобольской губернии, на тракте Омск-Тобольск, действовала почтовая станция, ежегодно 21 ноября проводилась ярмарка, 20 июля — торжок. В 1866 году открыто начальное народное сельское училище для мальчиков (в 1899 году было преобразовано в двухклассное народное сельское училище). Не позднее 1912 года была открыта библиотека-читальня. С 1901 года в селе действовала больница на 2 койки. Первым смотрителем её был выпускник Казанского университета хирург А. А. Вишневский, именем которого впоследствии была названа Крутинская центральная районная больница.
К началу XX века Крутинское становится богатым селом. Ежегодно здесь проводились три двухдневные ярмарки: с 9 марта, 20 июля, 21 ноября. Действовали 6 магазинов, 1 мелочная лавка, 1 винная лавка, 2 ренсковых погребка, 1 пивная. В начале 1910-х годов в селе имелись 11 ветряных мельниц, хлебозапасный магазин, 3 маслодельни, 4 кузницы, пожарный сарай, почтовая и земская станции. В селе размещалось правление Крутинского кредитного товарищества. При Крутинском почтовом отделении действовала Государственная сберегательная касса.
В 1903 году в селе была основана библиотека, которая в 1920-е годы получила название библиотека Народного дома, с 1932 года — библиотека Дома социалистической культуры, с 1947 года — районная библиотека, с 1978 года — центральная районная библиотека Крутинской ЦБС, с 2006 года — Крутинская межпоселенческая библиотека.
В конце 1919 года в село прибыл В. К. Блюхер с 51-й дивизией. В начале 1920-х годов на территории Крутинской волости велись активные военные действия.
В 1925 году село получило статус районного центра Крутинского района.
В 1930-х годах в районе была проведена сплошная коллективизация сельского хозяйства, создана Крутинская машинно-тракторная станция, образован рыбзавод, организована автоколонна «Сельхозтранстрой». В конце 1940-х годов началась электрификация района.
На Всесоюзном смотре самодеятельных хоров и вокалистов, проходившем с 1 декабря 1944 года по 30 марта 1945 года хор русской народной песни села Крутинского под руководством А. А. Мартыновой был признан лучшим в Омской области.
В 1952 году здесь действовали маслозавод, средняя школа, семилетняя школа, начальная школа, Дом культуры и библиотека.
21 ноября 1968 года село Крутинка отнесено к категории рабочих посёлков. В 1988 году был открыт Крутинский историко-краеведческий музей. Газифицирован посёлок в 2004 году.

## Население
| 1782  | 1869  | 1893  | 1912  | 1939  | 1959  | 1970  |
| ----- | ----- | ----- | ----- | ----- | ----- | ----- |
| 473   | ↗830  | ↗1386 | ↗1679 | ↗4365 | ↗5770 | ↗6224 |
| 1979  | 1989  | 2002  | 2009  | 2010  | 2011  | 2012  |
| ↗7077 | ↗8047 | ↘7846 | ↘7320 | ↗7333 | ↘7304 | ↘7083 |
| 2013  | 2014  | 2015  | 2016  | 2017  | 2018  | 2019  |
| ↘6932 | ↘6853 | ↗6857 | ↗6905 | ↘6878 | ↘6834 | ↘6760 |
| 2020  | 2021  | 2023  |       |       |       |       |
| ↘6652 | →6652 | ↘6647 |       |       |       |       |